# Putkovo, Rjazanskij
Putkovo (ryska: Путково) är en by i kommunen Vysjgorodskoje i distriktet Rjazanskij i Rjazan oblast. Den är belägen mitt emellan Jurasovo i väst och Bolosjnevo i öst, och har de större samhällena Listvjanka och Korablino till syd och norr respektive. Floden Reka Listvjanka rinner nedströms väst till öst, norr om byn. 
Putkovo hade 91 invånare 2010.